# Виноградова, Наталья Николаевна
Наталья Николаевна Виноградова (6 марта 1975) —  российская женщина-борец вольного стиля, победитель и призёр чемпионатов Европы, призёр чемпионата мира, десятикратная чемпионка России, мастер спорта России международного класса.

## Спортивная карьера
Борьбой начала заниматься с 1992 года. Выступала за спортивную школу Костромы под руководством тренера Александра Горбаня. Является десятикратной чемпионкой России. В сборной команде России выступала с 1992 по 1998 год.

## Спортивные результаты
- Чемпионат мира по борьбе 1992 — 5;
- Чемпионат Европы по борьбе 1993 — ;
- Чемпионат мира по борьбе среди юниоров 1993 — 4;
- Чемпионат мира по борьбе 1993 — 4;
- Чемпионат мира по борьбе 1995 — 4;
- Чемпионат Европы по борьбе 1997 — ;
- Чемпионат мира по борьбе 1997 — 9;
- Чемпионат Европы по борьбе 1998 — 7;
- Чемпионат мира по борьбе 1998 — ;

## Личная жизнь
Является выпускником факультета физической культуры Костромского государственного университета имени Н. А. Некрасова.